# 硫代硫酸鈉 (醫用)
硫代硫酸钠（Sodium thiosulfate 或 sodium thiosulphate）用于治疗氰化物中毒、花斑癬，并可减轻顺铂的副作用 。氰化物中毒時，常在亚硝酸钠药物之后使用，通常仅用于重症患者 。可以靜脈注射或涂抹於皮肤上的方式给药。
副作用包括可能呕吐、关节痛、情绪变化、精神病和耳鸣。其安全性尚未充分研究。怀孕期使用对婴儿是否有害，仍不明。不建议与羥鈷胺同时經由同一條静脉注射管注射。氰化物中毒中時，亚硝酸钠会引起正鐵血紅蛋白血症，並清除線粒體中的氰化物。再使用硫代硫酸钠，它會与氰化物结合，並生成无毒的硫氰酸盐。
20 世纪 30 年代，硫代硫酸钠开始用于治疗氰化物中毒。名入世界卫生组织基本药物标准清单。